# 음식점 원산지 표시제
음식점 원산지 표시제는 한미 쇠고기 협상 결과에 따라 수입되는 쇠고기에 대해 국민들이 원산지를 파악하여 소비할 수 있도록 하기 위한 제도로써, 2008년 7월 8일부터 실시되었다. 규모에 관계없이 모든 음식점에 적용이 되고, 냉면과 같이 '쇠고기가 들어가는 모든 음식'에 표시해야 하나 적용범위에 대한 인식의 부족으로 미실시하는 음식점이 많은 편이다.
농림수산식품부는 계도의 차원에서 100 m²미만의 음식점은 9월까지 계도기간을 갖는다고 발표하였다. 하지만 이 기간에도 원산지 표기를 속인 업체도 단속대상이다. 원산지 표기를 속인 음식점을 신고한 시민에게는 최대 200만 원의 보상이 있을 것이라고 발표하였다.
실시 하루 만에 미국산 쇠고기를 한우로 속여 판 음식점이 적발되었다.
또한 음식점 원산지 표시제는 이후 김치, 닭고기, 돼지고기로 확대되었으나, 현재는 생선류 등 수산물까지도 확대되어 오늘에 이르고 있다. 특히 수산물의 경우, 동일본 대지진의 여파와 후쿠시마 원전 사고 등으로 인한 먹거리 소비불안 요인이 생기는 것을 판단하고 있기 때문이다. 